# Canton de Rennes-Centre
Le canton de Rennes-Centre est un ancien canton français située dans le département d'Ille-et-Vilaine et la région Bretagne.

## Histoire
Le canton de Rennes-Centre est créé par le décret du 16 janvier 1985 renommant le canton de Rennes-I.
Il est supprimé par le redécoupage cantonal de 2014.

## Composition

Rennes découpée en cantons. Les points sont les bureaux de vote.

Dans Rennes, les quartiers du Colombier, Liberté et Thabor. il est limité par le boulevard Sévigné au nord, le boulevard Duchesse-Anne à l'est, les lignes SNCF au sud, l'axe rue d'Antrain/Le Bastard d'une part puis le boulevard de la Tour-d'Auvergne d'autre part.

## Représentation
| Période | Période | Identité           | Étiquette    | Qualité |
| ------- | ------- | ------------------ | ------------ | --- |
| 1985    | 2004    | Claude Champaud    | RPR puis UMP | Universitaire, président de l'université Rennes-I (1971-1976), vice-président du conseil général, vice-président du conseil régional (1986-2004), conseiller municipal de Rennes (1983-1989) |
| 2004    | 2015    | Didier Le Bougeant | PS           | Enseignant agronome, adjoint au maire de Rennes depuis 2008, élu en 2015 dans le canton de Rennes-4                                                                                          |

## Démographie
| 1990   | 1999   | 2006   | 2011   | 2012   |
| ------ | ------ | ------ | ------ | ------ |
| 17 313 | 19 017 | 19 451 | 18 641 | 18 729 |